# Mutakkil-Nusku
Mutakkil-Nusku (fl. XII secolo a.C.) fu per un breve periodo di tempo re degli Assiri nel 1133 a.C..

## Biografia
Egli era figlio di Assur-dan I ed aveva usurpato il trono di suo fratello Ninurta-tukulti-Assur solamente poco dopo la morte del padre. Il suo regno fu molto breve e lasciò il trono al figlio Assur-resh-ishi I.